# Igor Lipovšek
Igor Lipovšek, slovenski geograf in pedagog, * 1956, † 4. avgust 2021.
Bil je dolgoletni pedagoški svetovalec za geografijo na Zavodu za šolstvo RS, pred tem pa učitelj geografije in družboslovnih predmetov na Osnovni šoli Mengeš, Srednji šoli Domžale, Osnovni šoli Venclja Perka, Zavodu za usposabljanje invalidne mladine v Kamniku in med tem Gimnaziji Vič.
Bil je soavtor več geografskih učbenikov in avtor številnih strokovnih didaktično-geografskih besedil, objavljenih predvsem v reviji Geografija v šoli. Od leta 2018 je bil predsednik Zveze geografov Slovenije.